# Inyectores (banda)
Inyectores es una banda peruana de hardcore punk melódico y Punk que nació a finales del año 2000 de la disolución de la banda G-3, del mismo género. La conforman los fundadores del grupo Gonzalo Farfán (voz/guitarra) y Gabriel Bellido (bajo), al lado de Riki Noriega (segunda guitarra) y Sergio "Saito" Chinén (batería).

## Biografía
Pasaron sólo unos meses luego de la separación de la banda G-3 para que dos de sus miembros fundadores, Gonzalo Farfán y Gabriel Bellido, se decidieran a emprender un nuevo camino en la escena musical peruana. En octubre del 2000 se unieron a Gerardo Rojas (ex-Situación Hostil) y Riki Noriega (ex-Futuro Incierto), con quienes se lanzaron a componer nuevos temas.

### 'Bombardero
Pocos meses después, la banda se dedicaba a grabar lo que sería su álbum debut, Bombardero. Inmediatamente la banda retoma un lugar importante en la escena peruana y la química lograda en vivo con su público los hizo participantes de cuanto festival se organizase en Lima durante el 2001. Finalizando el año abren las giras de las bandas argentinas Attaque 77 y A.N.I.M.A.L. en Lima, y luego de lanzar meses antes su primer video en vivo del tema “Poder Volar”, presentan abriendo el 2002, bajo la dirección de Mauricio Muñoz, los vídeos de los temas “Orbital” y “Bombardero”, los cuales son rotados en la cadena MTV Latina.

### Alejamiento de Gerardo y 'Rompecaminos'
En medio de la ruta del 2002, la banda experimenta el alejamiento de su baterista, asumiendo provisionalmente esta función Mauricio Llona (6 Voltios), y se dan tiempo para componer las bases de lo que sería su próxima entrega, internándose en los Estudios Elías Ponce a mediados de mayo del 2003. El resultado fue Rompecaminos, un álbum de 12 temas que continúa con el sonido formado en su debut y explora la raíz de las influencias de los integrantes, logrando una variedad de canciones en intensidad y estilos que hacen que sus compositores y sus seguidores se sientan satisfechos con el resultado.
Rompecaminos, lanzado en junio del 2003, los ha llevado por los escenarios de los principales festivales de la ciudad de Lima y provincias, así como a una gira de promoción a Chile para hacer dos presentaciones y actividades de prensa, en donde filman los vídeos para los temas “Camino al Sol” y “En un Rincón”.
En este mismo año, como celebración de los 20 años del grupo Leusemia, Inyectores graba la versión de la canción "Astalculo", la cual fue incluida en el disco Tributo a Leusemia - 1983-2003.

### La llegada de Saito y el 'Desenchufado'
A inicios del 2004 Inyectores completa su formación actual, encontrando en Sergio “Saito” Chinén, un baterista definitivo para el grupo. En el mes de mayo presentan en vivo Desenchufado, en el que transforman a formato acústico los temas de sus dos álbumes, acompañados de músicos invitados. Estas sesiones fueron grabadas en vivo y en julio del 2005 Mundano Records llamó al álbum "Desenchufado En Vivo".
En diciembre de 2005, participaron en el “Festival Iberoamericano Anti-Guerra” en el Estadio Ferro de Buenos Aires, en el que junto a bandas representativas de países como Colombia, Chile, Uruguay, Brasil, España y Argentina, invitados por los Attaque 77 como organizadores del evento, unieron fuerzas para compartir punk rock en español por la paz, el trabajo y los pueblos del mundo.

### Desde 'Viaje al Centro del Olvido' al presente
Luego de años de interminables conciertos, la banda se dio un tiempo para regresar al estudio para grabar su cuarta producción “Viaje al centro del olvido”, lanzada vía Mundano Records en agosto de 2008. Acompañaron el lanzamiento de esta producción la realización de dos nuevos videoclips para los temas “La respuesta” (por el director Pablo Martín) y “Días oscuros”, dirigido por Jorge Shinno.
Para 2009, la banda lanzó un nuevo EP bajo el nombre de "Fire Alarms", que retoma 4 canciones de su último disco pero con letras traducidas al idioma inglés.
En este último año, Inyectores realizó una nueva edición de sus presentaciones acústicas, y preparó el concierto de celebración del X Aniversario de la banda, para el 10 de diciembre de 2010.

## Estilo musical
Inyectores rescató las bases de sonido creadas en sus anteriores agrupaciones (G3, Futuro Incierto) y escarbó entre las raíces del punk rock y el hardcore de finales de los setenta y principios de los ochenta, logrando construir potentes melodías con letras basadas en el ser humano. Así también lograron calmar la potencia de su música en suaves melodías de rock acústico para diferentes presentaciones, entre las cuales está el concierto grabado para el disco "Desenchufado".

## Integrantes

### Actuales
- Gonzalo Farfán - guitarra/voz principal (2000-presente)
- Gabriel Bellido - bajo (2000-presente)
- Sergio Chinén - batería (2003-actualidad)
- Ricardo Méndez - guitarra (2020-presente)

### Pasados
- Gerardo Rojas - batería (2000-2002)
- Mauricio Llona - batería (2002-2003)
- Marcell Caillaux - guitarra
- Riki Noriega - guitarra (2000-2019)

## Discografía

### Álbumes de estudio
- Bombardero (2001)
- Rompecaminos (2003)
- Viaje al centro del Olvido (2008)

### EP
- Fire alarms (2009)
- Tándem (2017)

### En vivo
- Desenchufado (2005)

### Participaciones en tributos
- Tributo a Leusemia - 1983-2003 (2003). - Tema: "Astalculo".
- Gracias por el refugio: tributo peruano a los Rolling Stones (2004). - Tema: "Play with fire".
- Tributo a Soda Stereo: hecho en Perú (2006). - Tema: "Texturas".
- Tributo a The Beatles : Zona Pepper´s 103 Club Band (2007). - Tema: "Sargent peppers lonely hearts club band-reprise".
- Hasta el fin: tributo a Voz Propia (2016). - Tema: "Lentes amarillos".
- Paranoia colectiva: tributo a Bbs Paranoicos (2016). - Tema: "Vives mueres".

## Videoclips
Inyectores dedicó buena parte de su tiempo al desarrollo de videoclips de sus temas promocionales, trabajando con el director Mauro Muñoz, con quien ya habían realizado proyectos visuales para G-3, para los temas “Poder volar”, “Orbital”, “Bombardero” y “Camino al sol”, este último filmado en los acantilados de Valparaíso durante la gira a Chile. Otros videoclips se han producido también con otros directores como los de los temas “Última parada” (Armando Masías) y “Un futuro” (Gonzalo Benavente).